# Clubiona munda
Clubiona munda este o specie de păianjeni din genul Clubiona, familia Clubionidae, descrisă de Thorell, 1887.
Este endemică în Myanmar. Conform Catalogue of Life specia Clubiona munda nu are subspecii cunoscute.